# Missão da União Africana no Burundi
A Missão da União Africana no Burundi (em inglês:  African Union Mission in Burundi, AMIB) foi uma força militar da União Africana implantada no Burundi em 2003 durante a Guerra Civil do Burundi.  A missão, composta por 2.870 soldados da África do Sul, Moçambique e Etiópia, permaneceu no país por um ano, quando foi substituída pela Operação das Nações Unidas no Burundi (ONUB). A transferência oficial de autoridade da AMIB para a ONUB ocorreu em 1 de junho de 2004. O componente sul-africano da força permaneceu e foi formado na Força-Tarefa Especial da União Africana (em inglês:  African Union Special Task Force, AU STF).